# 浄水通
浄水通（じょうすいどおり）は、福岡県福岡市中央区の地名。現行の行政地名は　浄水通（住居表示実施済）。面積は5.75ヘクタール。2023年3月末現在の人口は639人。郵便番号は810-0028。

## 地理
福岡市の都心とされる中央区天神の南南東約2キロメートル、同区のやや南寄りに位置する。北北東で薬院（）と、東で平尾（）と、西南西で平丘町（）と、南で平尾浄水町（）と、西北西で御所ケ谷（）と隣接している。町域内を南北に浄水通りが縦貫する。主に住宅地として利用されるが、南部にはキリスト教関係の施設が集中している。

### 都市計画
都市計画に関しては、「福岡市都市計画マスタープラン」において定められた方針については次のとおりである。土地利用については、薬院四丁目に接する北端の約0.5ヘクタールの地区では、天神、大名等からなる都心部の外延部として、住宅を中心に都心機能を支援する業務施設・商業施設が共存する「複合市街地ゾーン」に位置付けられ、職住が調和した複合市街地づくりと良好な街並みの形成などがまちづくりの視点とされている。浄水通の大部分にあたるこれ以外の地区では、戸建住宅などの低層住宅が大部分を占めるが、一部中高層住宅などが立地する「低中層住宅ゾーン」に位置付けられ、南東側の平尾などと同様に、低層住宅と中層住宅の調和などがまちづくりの視点とされている。用途地域については次のとおりである。浄水通り（福岡市道薬院南公園線）の西側かつ福岡市道薬院平尾線の北側の範囲及び浄水通りの東側道路境界線から概ね30メートルの範囲の地域が第二種中高層住居専用地域に、これ以外の地域は第一種中高層住居専用地域に指定されている。
また、都市緑地法に基づく規制については、福岡市道薬院平尾線の南側及び隣接する平尾浄水町に跨る範囲（ほぼ「浄水緑地」の範囲）において次の特別緑地保全地区が指定されており、建築物の建築等の行為について制限がかけられている。
- 浄水特別緑地保全地区[注釈 1]

## 語源
浄水通の地名は、1923年（大正12年）3月1日に設けられた「平尾浄水場」に通じる大通りということから道路の愛称として名づけられ、地名ともなった

## 歴史

### 町域の変遷
| 住居表示実施後 | 実施年月日                 | 住居表示実施前（各町名ともその一部） |
| -------------- | -------------------------- | ------------------------------------ |
| 浄水通         | 2008年（平成20年）12月15日 | 浄水通・薬院伊福町                   |

## 人口
浄水通について、それぞれ人口の推移を福岡市の住民基本台帳（公称町別）に基づき示す（単位：人）。集計時点は各年9月末現在である。
- 2001年（平成13年）：566
- 2002年（平成14年）：612
- 2003年（平成15年）：630
- 2004年（平成16年）：686
- 2005年（平成17年）：701
- 2006年（平成18年）：708
- 2007年（平成19年）：695
- 2008年（平成20年）：686
- 2009年（平成21年）：671
- 2010年（平成22年）：679
- 2011年（平成23年）：668
- 2012年（平成24年）：665
- 2013年（平成25年）：652
- 2014年（平成26年）：646
- 2015年（平成27年）：659
- 2016年（平成28年）：656
- 2017年（平成29年）：638
- 2018年（平成30年）：638
- 2019年（令和元年）：639
- 2020年（令和2年）：646
- 2021年（令和3年）：659
- 2022年（令和4年）：650

## 交通

### 鉄道
町域内に鉄道は通っていない。地下鉄七隈線薬院大通駅が2番出口より南西の浄水通りから約700ｍの距離にあり、これが最寄駅となる。

### バス
西鉄バス
- 教会前・浄水通り(旧九電体育館前)

## 施設

### 教育施設
- わかば幼稚園

### 公園、緑地等
- 浄水通公園[注釈 3]
- 浄水通1号公園[注釈 4]
- 浄水通2号公園[注釈 5]
- 浄水緑地[注釈 6] - 平尾浄水町と跨る。

施設の写真
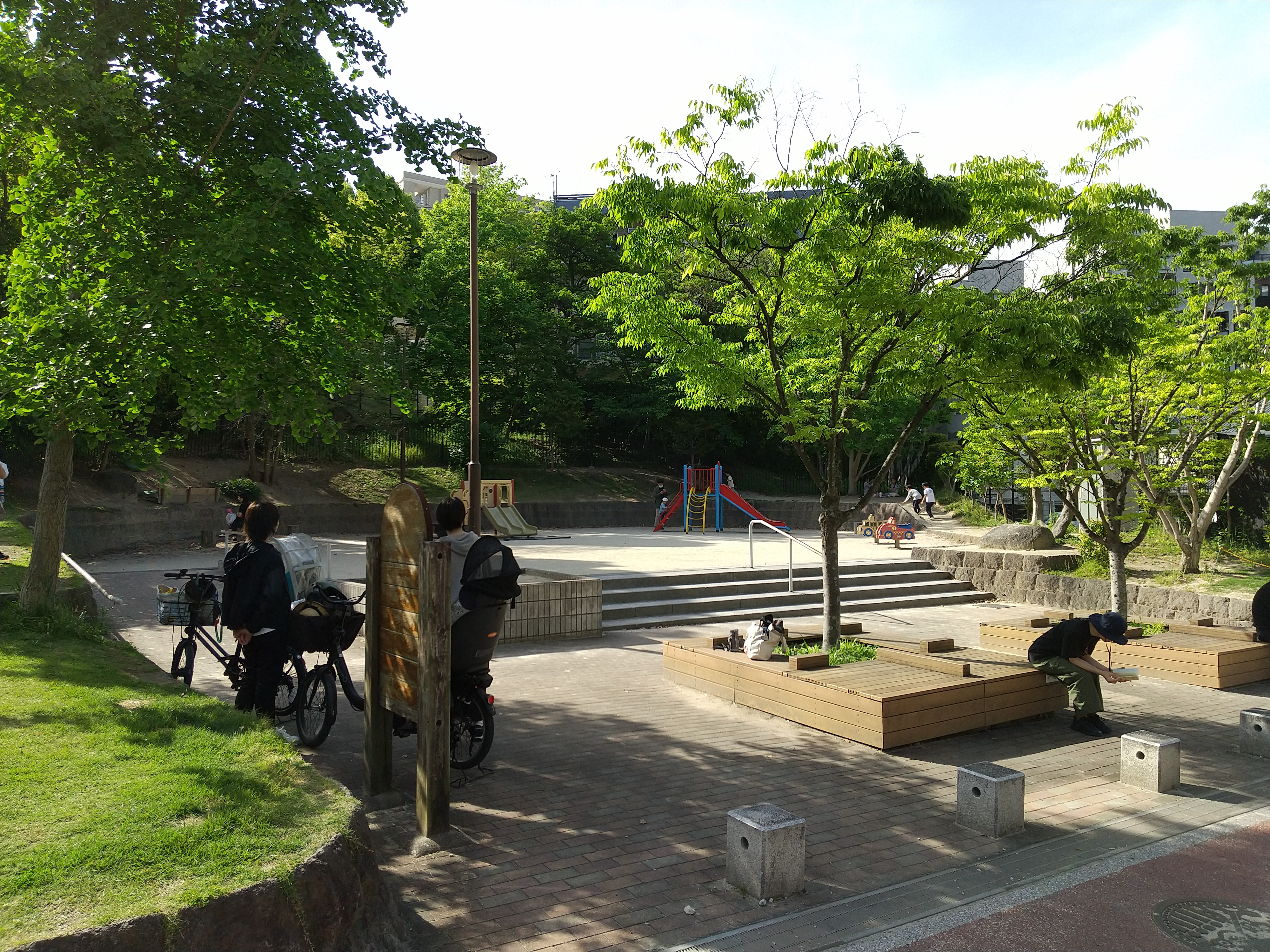
浄水通公園
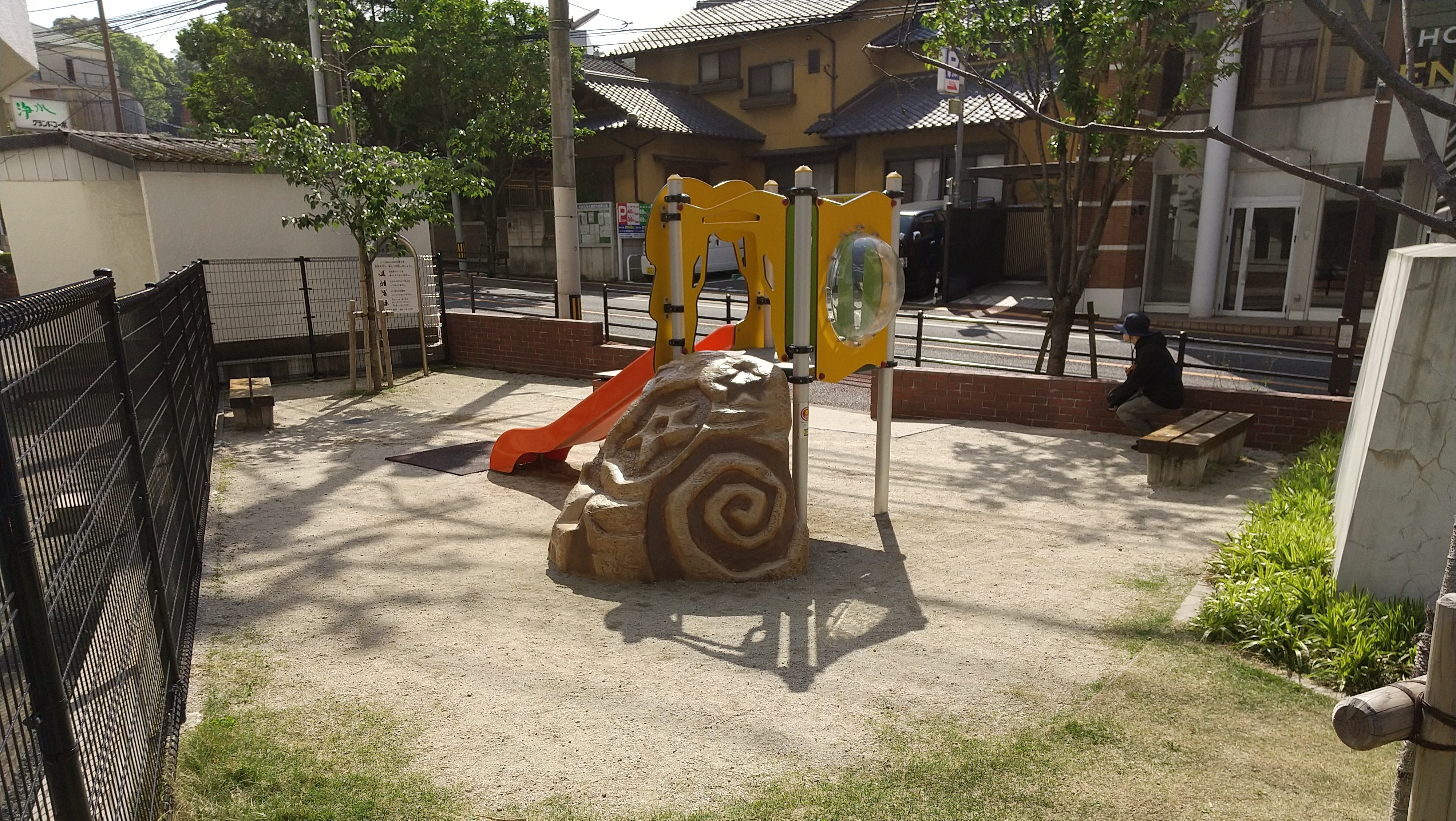
浄水通2号公園
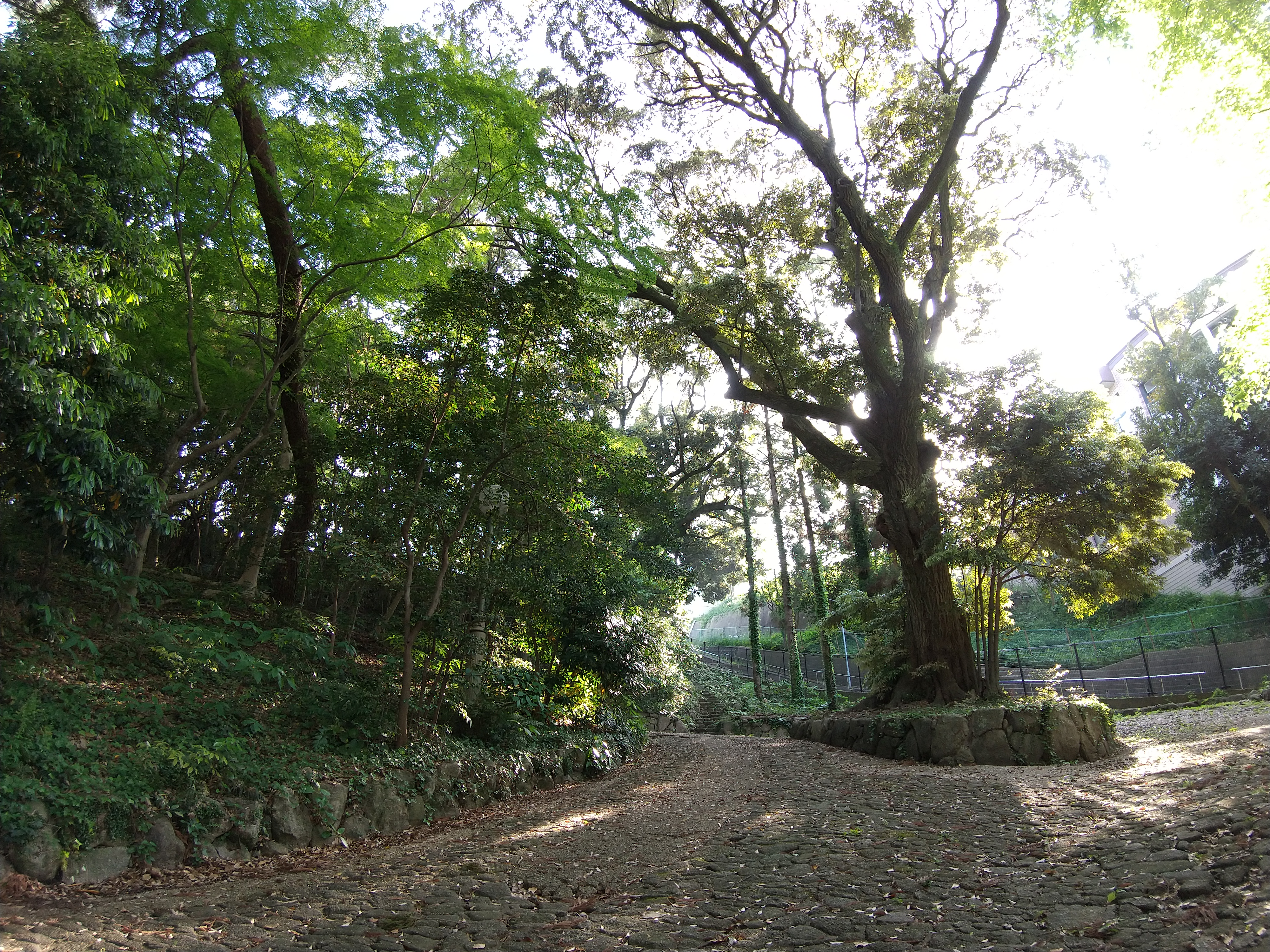
浄水緑地

### 宗教施設
- カトリック浄水通教会[注釈 7]
- カトリック浄水通教会司祭館・信徒会館[注釈 8]
- カトリック福岡司教区司教館[注釈 9]
- 日本基督教会福岡城東橋教会

宗教施設の写真
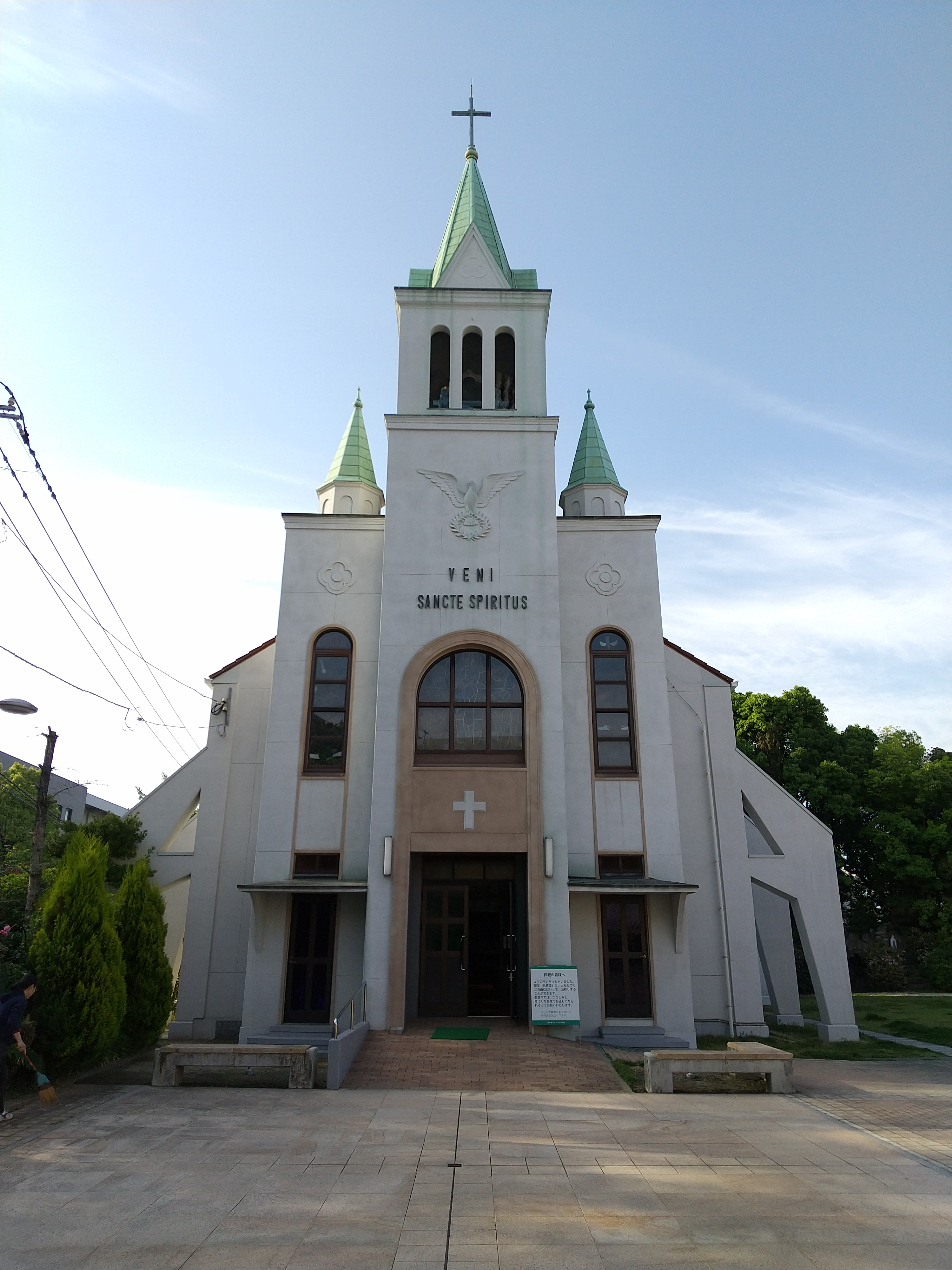
カトリック浄水通教会、ファサード
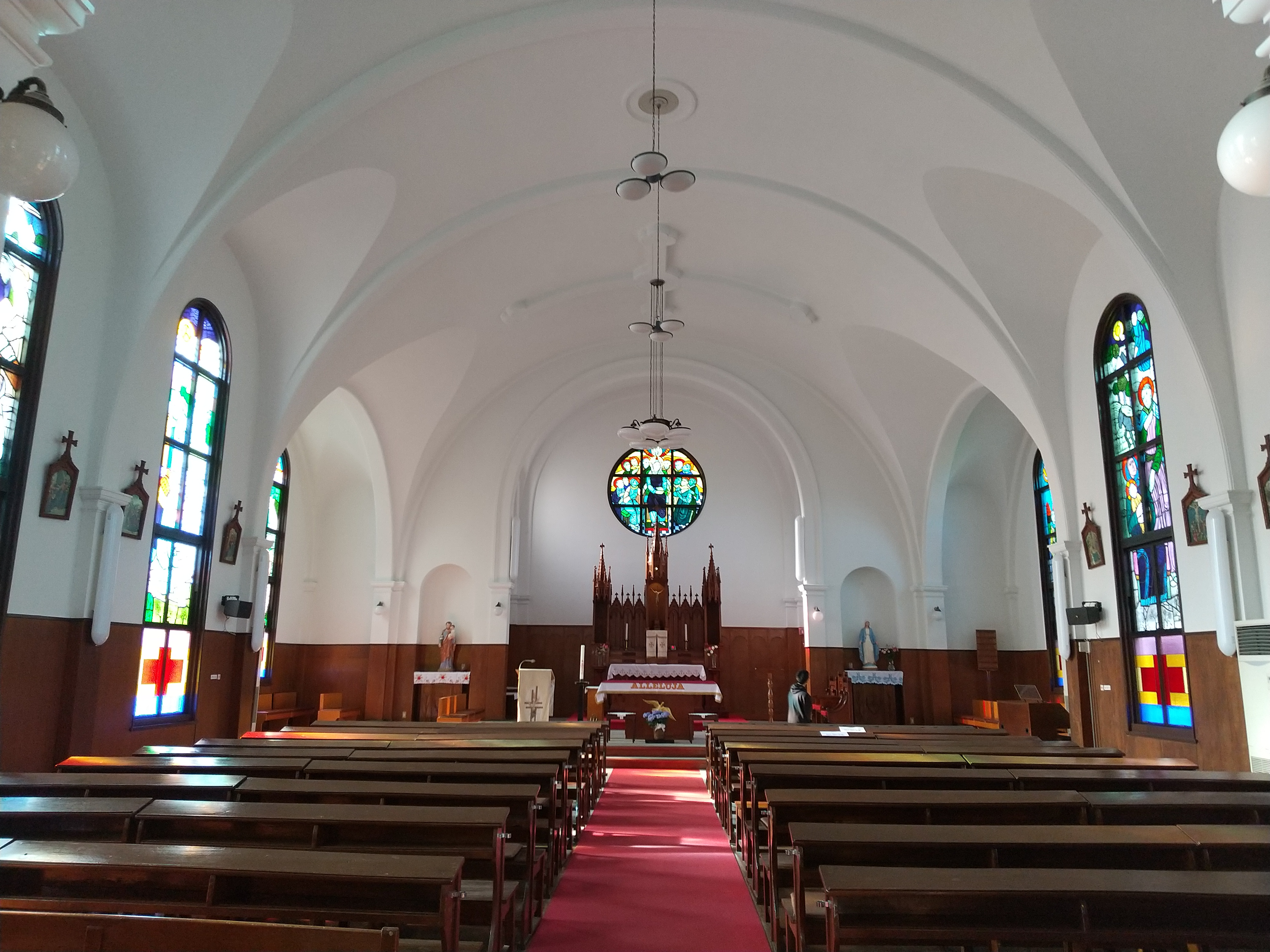
カトリック浄水通教会、内部
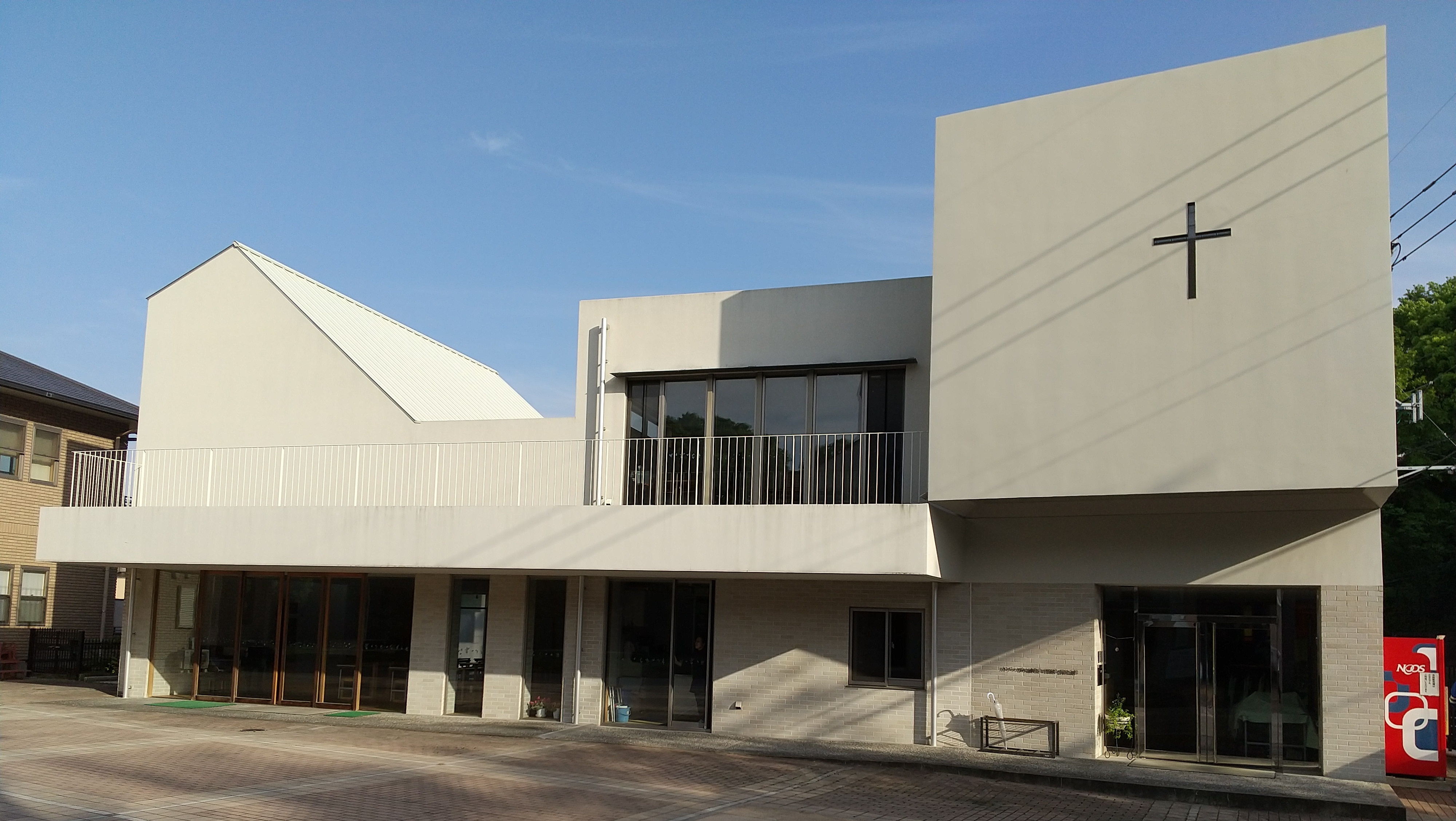
カトリック浄水通教会司祭館・信徒会館

### 商業施設
- マージオーキッド（福岡市都市景観賞受賞[注釈 10]）[注釈 11]
- カカオロマンス（福岡市都市景観賞受賞[注釈 12]）[注釈 13]

商業施設の写真
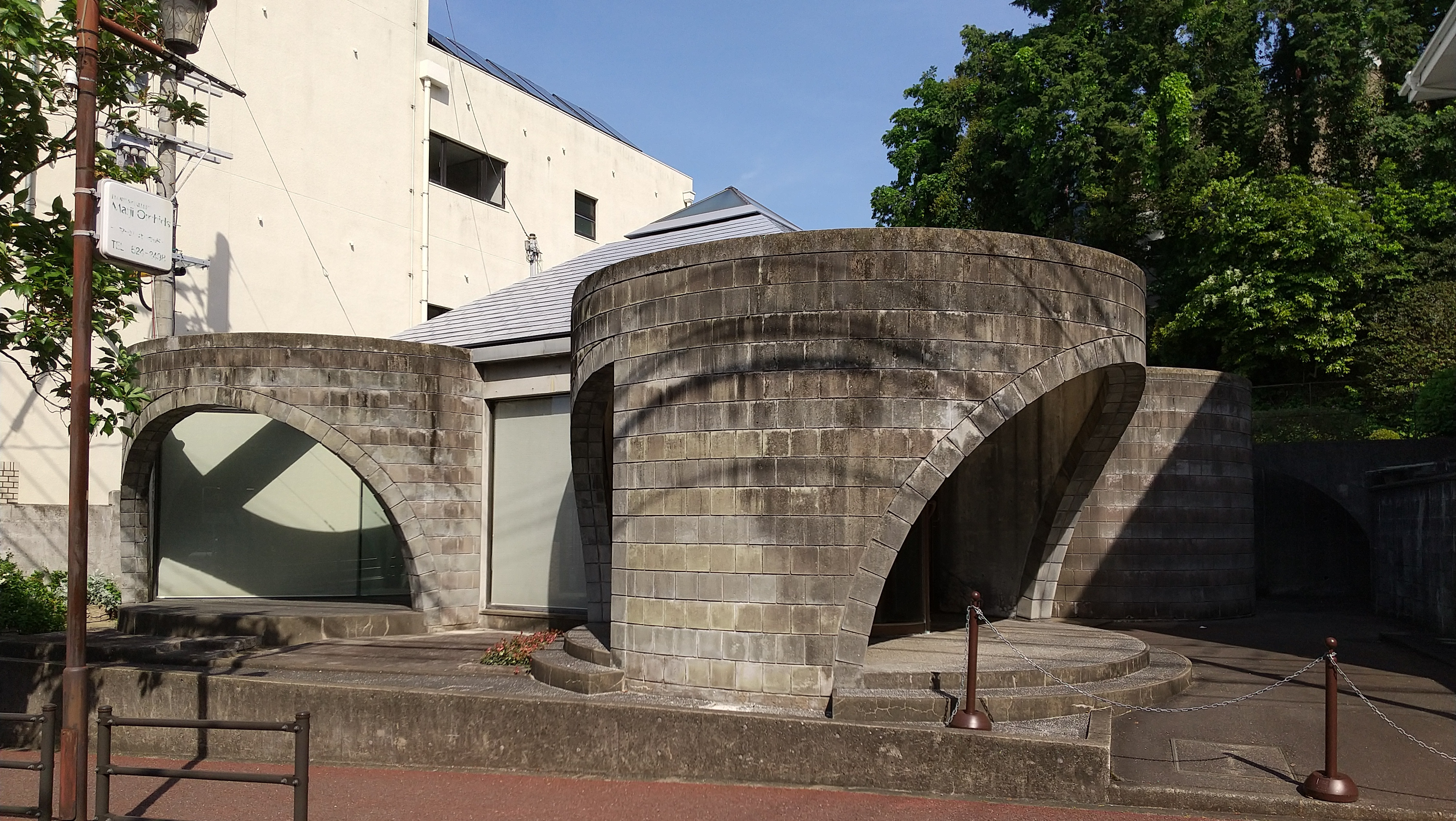
マージ・オーキッド
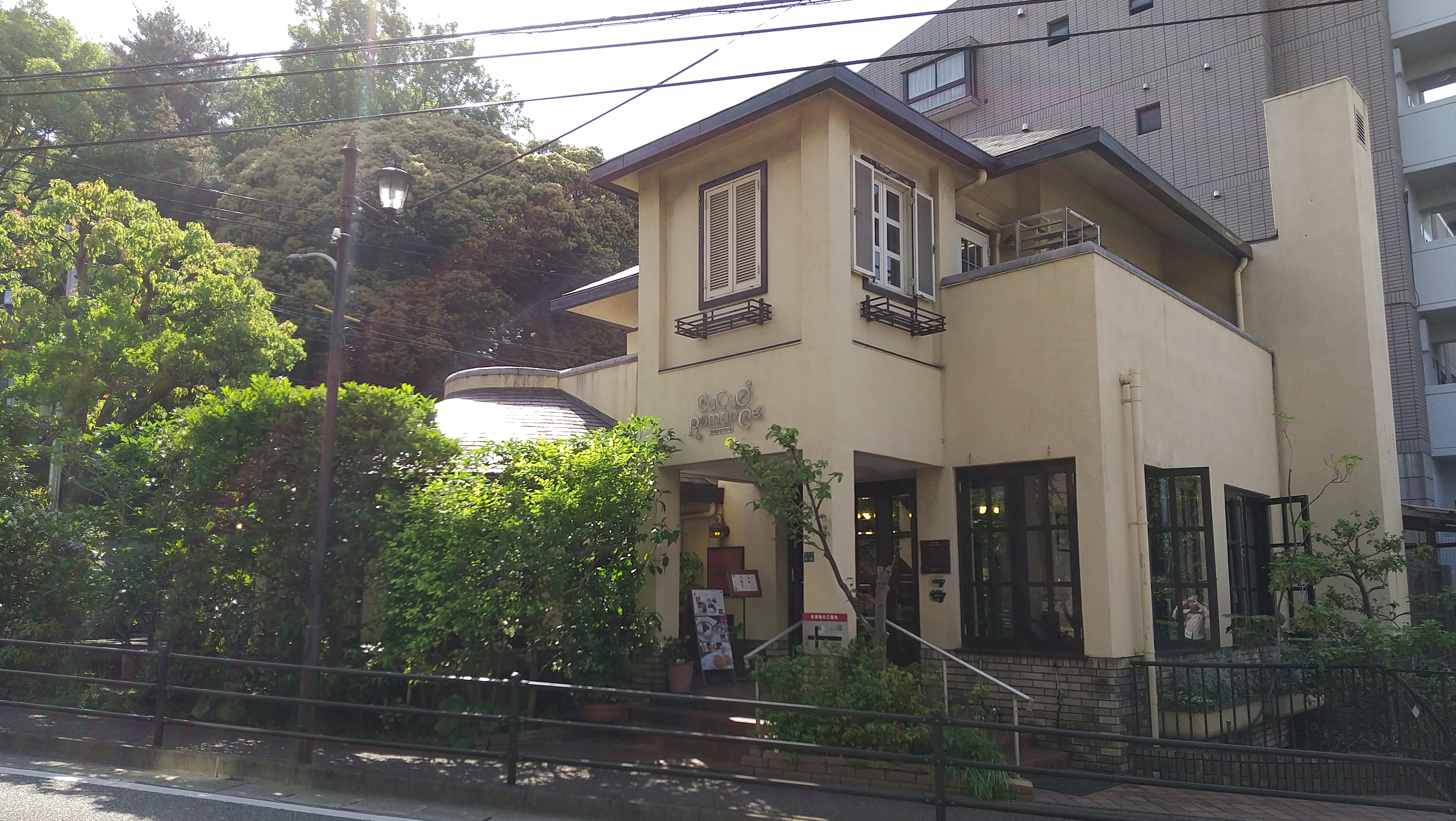
カカオロマンス

なお、町内にあった福岡市消防局中央消防署は2018年（平成30年）4月1日に同区の那の津二丁目に移転した。

## 名所・旧跡
- カトリック福岡司教区司教館のクスノキ（保存樹）[注釈 15]

名所の写真
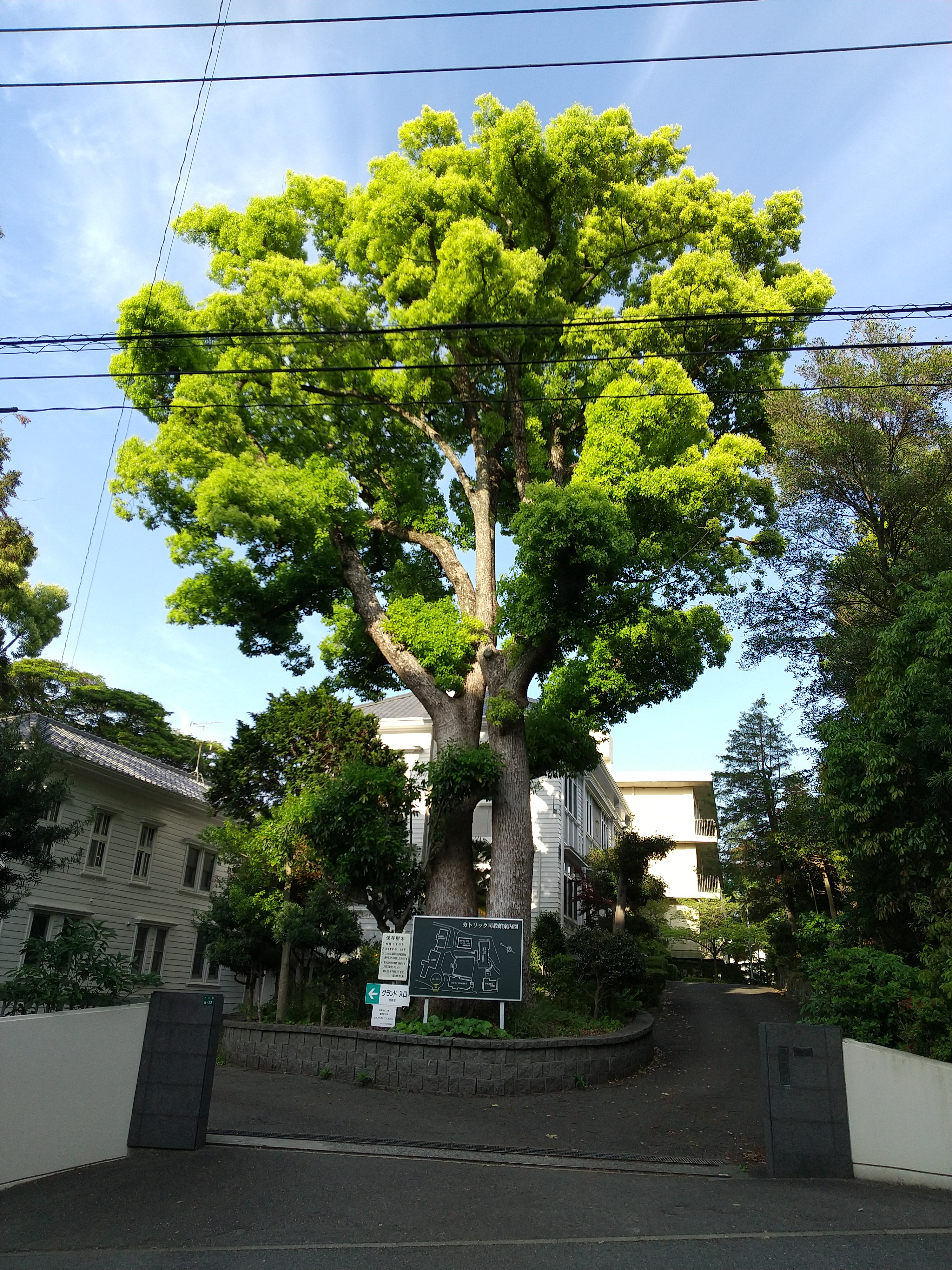
カトリック福岡司教区司教館のクスノキ